# Dominique Hulin (acteur)
Pour les articles homonymes, voir Hulin (homonymie) et Dominique Hulin (homonymie).
Ne doit pas être confondu avec Dominique Hulin (mathématicienne).
Dominique Hulin, né le 11 juin 1952 à Kherrata, en Algérie, et mort le 7 août 2023 à Ploërmel, est un acteur et cascadeur français.

## Biographie

### Carrière
Dominique Hulin débute au cinéma grâce au cascadeur Yvan Chiffre, qui est chargé de s'occuper des cascades d'un film avec Les Charlots. Il reste connu pour ses rôles d'homme à forte carrure — il mesure 2,05 m pour 130 kg — dans les films Inspecteur la Bavure (« Presse-purée ») et Les Sous-doués (Bruce, le professeur de sport). On peut se souvenir également du guerrier qui se fait trancher la tête dans Les Visiteurs, mais son rôle le plus important reste celui de l'ogre dans Le Petit Poucet.
Au début des années 2000, il délaisse le cinéma pour fonder La Grande Compagnie, un projet de réinsertion des jeunes par la formation aux cascades, à l'escrime et aux arts du spectacle. Il donne des cours dans les M.J.C. à travers la France.
En 2013, il apparaît dans un épisode de la série de TF1 Mon histoire vraie.

### Mort
Dominique Hulin meurt le 7 août 2023 à l'âge de 71 ans,. Ses obsèques se tiennent le 11 août à Glénac, ville où il est inhumé.

## Filmographie

### Cinéma
- 1973 : Les Quatre Charlots mousquetaires de André Hunebelle
- 1974 : Au plaisir des dames de Jean-François Davy : le garde du corps du ministre
- 1975 : Bons baisers de Hong Kong d'Yvan Chiffre : l'homme dans le bar
- 1977 : Le Roi des bricoleurs de Jean-Pierre Mocky
- 1980 : Les Sous-doués de Claude Zidi : Bruce, le professeur de gymnastique
- 1980 : Inspecteur la Bavure de Claude Zidi : « Presse-purée », le flic costaud
- 1981 : Rends-moi la clé de Gérard Pirès
- 1982 : Les Sous-doués en vacances : Le garde du corps de Gérard Lenorman
- 1983 : Zig Zag Story de Patrick Schulmann
- 1983 : Le Fou du roi de Yvan Chiffre
- 1983 : Les Princes de Tony Gatlif
- 1984 : J'ai rencontré le père Noël de Christian Gion
- 1987 : Police des mœurs de Jean Rougeron : Arthaud
- 1989 : Sans espoir de retour de Samuel Fuller
- 1992 : Le Moulin de Daudet de Samy Pavel : le facteur
- 1993 : Les Visiteurs de Jean-Marie Poiré : Le guerrier anglais
- 1994 : L'Histoire du garçon qui voulait qu'on l'embrasse de Philippe Harel
- 1997 : Francorusse de Alexis Miansarow
- 1998 : Cantique de la racaille de Vincent Ravalec
- 1998 : Tristan and Isolde, Heart and sword de Fabrizio Costa : Morold
- 2001 : Le Petit Poucet d'Olivier Dahan : L'ogre
- 2003 : Le Jour du festin (court-métrage) de Cédric Hachard et Sébastien Milhou : Le patron
- 2004 : Narco de Tristan Aurouet et Gilles Lellouche : Le chauffeur de Bennet
- 2006 : Bain de minuit (court-métrage)
- 2007 : Les Deux Mondes de Daniel Cohen : Soldat Forêt
- 2009 : Je suis heureux que ma mère soit vivante de Claude Miller et Nathan Miller : Taulier de l'hôtel Lux

### Télévision
- 1976 : Minichronique de René Goscinny et Jean-Marie Coldefy, épisode Les Ennemis : le géant au cinéma
- 1986 : Guillaume Tell de Paul Stanley (TV)
- 1987 : Napoléon et Joséphine de Richard T. Heffron (TV)
- 1989 : Le Prince barbare de P. Coralnick (TV)
- 1991 : Les Époux ripoux de Carol Wiseman (TV)
- 1992 : Hélène et les Garçons : Ludovic, épisode 83 : Le Nouvel Âge
- 1993 : A Year in Provence de David Tucker (TV)
- 1994 : Highlander (série télévisée, 1 épisode)
- 1996 : Les Vacances de l'amour (série télévisée, 2 épisodes)
- 1998 : De gré ou de force de Fabrice Cazeneuve
- 2001 : Sydney Fox, l'aventurière (série télévisée, 1 épisode)
- 2010 : La Belle Endormie de Catherine Breillat
- 2013 : Mon histoire vraie (Sripted Reality), épisode Le chien de Soizic

Il est apparu dans Groland, dans Les Petites Annonces d'Élie et dans les séries télévisées Hélène et les Garçons (épisode New age) et Salut les Musclés (épisode Un Noël enchanté).

## Théâtre
- 1985 : Oncle Vania d'Anton Tchekhov, mise en scène Félix Prader, Théâtre Gérard-Philipe
- 2008 : Lorenzaccio de Alfred de Musset, mise en scène Stéphane Gildas, Théâtre du Trianon

## Cascadeur pour les spectacles
- Les Chevaliers du temps d'Yvan Chiffre
- Ben-Hur d'Yvan Chiffre
- La Vallée des Peaux-Rouges de Jean Richard
- Dorothy (AB productions)